# يفغيني ميكرين
يفغيني ميكرين (بالروسية: Микрин, Евгений Анатольевич) (مواليد 15 أكتوبر 1955 في ليبديان، روسيا - 5 مايو 2020 في موسكو، روسيا) عالم سوفييتي وروسي في مجال الميكانيكا وهندسة التحكم في المركبات الفضائية، ومدير أسبق لبرنامج رحلات الفضاء البشرية في رسكوزموس، وأكاديمي في الأكاديمية الروسية للعلوم (2011)، وعضو هيئة رئاسة الأكاديمية الروسية للعلوم (2017). وكبير المهندسين في شركة اينرجيا [الإنجليزية] التي تعد أكبر منتج للمركبات الفضائية في روسيا.

## وفاته
توفي في الخامس من شهر مايو لعام 2020 إثر إصابته بمرض فيروس كورونا 2019، عن عمر ناهز 64 عامًا.